# アヒ同業組合
アヒ同業組合 (アヒどうぎょうくみあい)、またはアヒギルド連合は、13世紀のアナトリア各地に設立された、シーア派ベクタシュ教団の宗教団体かつギルドであった。イラン出身のアヒ・エヴランが設立したことから、彼の名が組合の固有名として定着した。

## 歴史
ベクタシュ教団の導師であったアヒは優れた皮革職人でもあり、アナトリアのカイセリを訪れた際に現地の皮革業者を束ね上げて宗教結社的なギルドを作り上げた。これをアヒギルドという。
アヒギルドはトルコ初のギルドであり、現地の商工業者にとっては画期的な仕組みであった。そのため、アナトリアの都市では皮革業に限らずアヒギルドが続々と結成された。
アヒは1261年にモンゴル軍に殺されたが、アヒの残したギルドはアナトリア都市の商工業を活性化し、政治的な力を押し上げた。それと同時に、アナトリア各地にシーア派のベクタシュ教団の思想が急速に浸透することとなった。
特に大きな力を得たアンカラのアヒギルドは、1290年頃に独立してベイリークの一つとなる。この国は君主を戴かず、ギルドが宗教的に連帯して統治していた商業共和国であり、他のベイリークとは異質であった。　
1354年、東進するオスマン侯国にあっさりと併合される。その後も独立を志向するが、1362年にムラト1世によって圧迫され、政治力をそがれる。その後はオスマン帝国の統治に協力し、ギルドの指導者が高級官僚に任官されることもあった。